# Beauvois (Passo de Calais)
Beauvois é uma comuna francesa na região administrativa de Altos da França, no departamento de Passo de Calais. Estende-se por uma área de 2,68 km². Em 2010 a comuna tinha 141 habitantes (densidade: 52,6 hab./km²).